# NGC 1977
NGC 1977 este o nebuloasă de reflexie situată în constelația Orion. Această nebuloasă a fost descoperită de astronomul germano-britanic William Herschel, în 1786.
Nebuloasa NGC 1977 face parte din vasta regiune H II Sh2-279, care se află la aproximativ 1.500 de ani lumină de Sistemul Solar. Această regiune este situată la capătul nordic al asterismului cunoscut sub numele de Sabia lui Orion, la 0,6° de Nebuloasa Orion. Alături de NGC 1977, această regiune include nebuloasele NGC 1973 și NGC 1975. NGC 1977 este cea mai strălucitoare dintre cele trei nebuloase și este numită și Nebuloasa Omul care Alergă. A fost numită așa de Jason Ware, membru al Societății Astronomice din Texas.
NGC 1977 este o nebuloasă alungită situată pe partea de nord a Marii Nebuloase Orion. În centrul său se află gigantul albastru 42 Orionis (c Orionis) cu o luminozitate de aproximativ 4,6. 